# William Henry Crane
William Henry Crane (30 de abril de 1845 - 7 de marzo de 1928) fue un actor teatral y cinematográfico de nacionalidad estadounidense.

## Biografía
Nacido en Leicester, Massachusetts, hizo su primera actuación en 1863 en Utica, Nueva York, con la obra de Donizetti La hija del regimiento. Posteriormente tuvo un gran éxito interpretando la pieza burlesca Evangelie (1873). Su primer éxito en un drama llegó con Stuart Robson (1836-1903), cómico con el cual trabajó en piezas humorísticas y clásicas como La comedia de las equivocaciones, y en adaptaciones de otros clásicos, entre ellas piezas de Shakespeare. Otra de las piezas representadas con Robson fue The Henrietta (1881), de Bronson Howard (1842-1908). La asociación con Robson duró doce años, tras lo cual Crane interpretó a diversos personajes excéntricos en obras como The Senator y David Harum. En 1904 volvió a obras más serias, y fue Isidore Izard en Los negocios son los negocios, obra teatral de Octave Mirbeau.
Pasados los setenta años de edad, Crane actuó en diferentes filmes, destacando de entre ellos una adaptación al cine de su papel en David Harum (1915). Otras de sus películas fue la producción de MGM Three Wise Fools.
William Henry Crane falleció en 1928 en el Hotel Hollywood de Hollywood, California. Tenía 82 años de edad. Fue enterrado en el Cementerio Hollywood Forever.